# Hamidou Diallo (calciatore)
Hamidou Diallo (Bamako, 26 gennaio 2002) è un calciatore maliano, difensore dell'Hapoel Nof HaGalil.

## Carriera

### Club
Diallo è cresciuto nella Derby Académie, che ha lasciato nel 2020 per unirsi al Leganés. L'anno seguente ha lasciato la Spagna per firmare con il Farense, che lo ha assegnato alla formazione Under-23. Nel luglio del 2023 ha firmato il suo primo contratto professionistico con il club portoghese.

### Nazionale
Ha giocato nella nazionale maliana Under-23.
Nel 2024 è stato convocato dalla nazionale olimpica per partecipare ai Giochi della XXXIII Olimpiade.